# Andros Town
Andros Town är en ort i Bahamas.   Den ligger i distriktet North Andros District, i den sydvästra delen av landet, 60 kilometer sydväst om huvudstaden Nassau. Andros Town ligger 13 meter över havet och antalet invånare är 2 455.
Terrängen runt Andros Town är mycket platt. Havet är nära Andros Town åt nordost. Trakten är glest befolkad. Det finns inga andra samhällen i närheten. 
I omgivningarna runt Andros Town växer huvudsakligen savannskog.